# Paremballonura tiavato
Paremballonura tiavato é uma espécie de morcego da família Emballonuridae. Endêmica de Madagascar.